# Громови (телесеріал)
«На шляху» — російський 12-серійний мінісеріал 2006 року виробництва кінокомпанії «ФільмПро» у жанрі сімейної саги.

## Сюжет
1-ша серія
Наприкінці 70-х у шахтарськім селищі Кам'янка, що в Сибіру поблизу столиці Бурятії Улан-Уде, мешкає сім'я Громових: Марія, Федір та їхні діти — підлітки Настя і Сашко та школярі Сава і Микитка. Громовим трохи заздрять — занадто міцна сім'я. Але є у цієї сім'ї таємниця, о котрій не говорили і не згадували, поки не сталося так, що Настю покохали два найліпших у селищі хлопця — Семен і Павло. Дівчина обрала Павла, не здогадуючись, що він — її брат…
2-га серія
На шахті, де працює Федір, відбувається аварія. Батько Семена гине. Молодому чоловікові доводиться покинути школу, аби допомагати матері. Він і досі переслідує Настю своїм коханням, але та захоплюється Павлом. Батьки стурбовані цією дружбою, але розказати, що Настя і Павло — брат з сестрою, не наважуються. Скрутну розмову відкладають на потім, та й чи варто казати  правду, адже опісля випускного молоді люди роз'їдуться: Настя — до Іркутську, Павло — до Москви. Однак Семен не може довше чекати — він занадто кохає Настю! Юнак споює Павла, щоб показати Насті, яка з нього людина. Але коли розуміє, що всі його зусилля марні, робить відчайдушний крок.
3-тя серія
Кам'янка збурена останніми подіями: Федір вбитий, а Семен заарештований. Жителі селища прохають Марію забрати заяву зі звинуваченнями на адресу Семена. Але для Громових «гідність» і «любов» не пусті слова: Федір загинув, вступившись за честь дочки! На суді Семен просить у Насті пробачення, але змінити будь-що ні він, ні вона вже не здатні. Вирок винесений: Семен винний і має відбути до колонії. Справедливість відновлена, але перемир'я не настає. Від Громових у селищі відвертаються. Марія вирішує, що повинна разом з дітьми виїхати з Кам'янки.
4-та серія
Громови знову разом. У їхній сім'ї поповнення — народився брат Іванчик. Але їхати далі до Москви, як вони задумали, не можна — у Насті вкрали гроші і документи. Марія ухвалює лишитися: Настя до Кам'янки не повернеться, а Громови порізно жити не можуть. Нове місто — нові проблеми: де жити і за що жити. Тимчасово вони влаштовуються у будинку, де йде ремонт. Господар будинку Ашот не заперечує проти їх присутності. Здається, що настає нехай і крихка, однак рівновага у житті сім'ї. Сашко і Сава йдуть до школи, Настя влаштовуєтьс прибиральницею у крамницю до все того ж Ашота. Але грошей катастрофічно не вистачає. До того ж братам у школі повідомляють, що кожен тиждень вони повинні платити «оброк» — такий  порядок…
5-та серія